# Gianluca Costantini
Gianluca Costantini (Ravenna, 19 dicembre 1971) è un fumettista italiano noto per alcune opere di graphic journalism, storie a fumetti con una impostazione giornalistica, come Fedele alla linea e Libia.

## Biografia
Gianluca Costantini ha studiato all'Accademia di Belle Arti di Ravenna e ha iniziato la sua carriera di illustratore e fumettista nel 1993 sulle testate Schizzo di Cremona e sul quotidiano Il Manifesto. Dal 2000 inizia a sperimentare l'utilizzo del web nel linguaggio del fumetto con il progetto inguine.net da cui nascerà successivamente la rivista inguineMAH!gazine pubblicata da Coniglio Editore. Nel 2001 cura la mostra di Joe Sacco in Italia e nel 2003 la mostra di Marjane Satrapi.  Nel 2005 cura con Elettra Stamboulis Komikazen Festival del fumetto di realtà che continuerà fino al 2016. Dal 2010 Insegna Arte del fumetto al biennio specialistico in Linguaggi del fumetto dell'Accademia di Belle Arti di Bologna.
Dal 2016 al 2020 accompagna le attività di DiEM25 Democracy in Europe Movement 2025, il movimento guidato da Yanis Varoufakis e collabora attivamente con l'artista cinese Ai Weiwei.
Dal 2009 al 2016 è il direttore artistico della casa editrice GIUDA Edizioni con Elettra Stamboulis e Marco Lobietti, e cura la rivista G.I.U.D.A. Geographical Institute of Unconventional Drawing Arts nonché i libri pubblicati dalla casa editrice.
Costantini esegue un lavoro giornalistico prima di realizzare le tavole a fumetti, poiché il disegno è fatto, nel suo caso, per illustrare le notizie di cronaca. Lo stile rinuncia sovente alla rappresentazione iper-realistica delle situazioni (volti, paesaggi), per cedere ad una semplificazione mirata a facilitare rapidità di lettura.
Nel 2016 è stato accusato di terrorismo dal governo turco per i suoi disegni.

## Disegni per i diritti umani
Dal 2004 Gianluca Costantini inizia a realizzare disegni su avvenimenti politici e sociali nel mondo, inizia a collaborare con il portale Indymedia concentrandosi su alcuni avvenimenti politici come le proteste di piazza, segue con i disegni la Rivoluzione egiziana del 2011 del Cairo e nel 2013 le proteste di Occupy Gezi di Istanbul fino alle proteste di Hong Kong del 2019 e 2020. Dal 2014 incomincia a concentrare la sua arte sui diritti umani, soprattutto sulle condizioni dei detenuti in Bahrain, Arabia Saudita, Cina, Turchia e Egitto. Nel 2018 segue e disegni il massacro della redazione del quotidiano Capital Gazette di Annapolis nel Maryland. Nel 2019 realizza per Pen International una serie di disegni per stimolare l'attenzione sui diritti umani in Eritrea. Collabora con le maggiori organizzazioni sui diritti umani come Amnesty International, ActionAid e Arci.
Le sue illustrazioni sono state impiegate durante il HRW Film Festival di Londra, New York e Toronto, al Geneva Summit for Human Rights and Democracy il FIFDH Festival dei diritti umani di Ginevra, il Festival dei Diritti umani di Milano e il Festival di Internazionale a Ferrara.
Nel 2019 ha ricevuto il premio "Arte e diritti umani" di Amnesty International.
Nel 2023 ha pubblicato il libro "Human Rights Portraits" in occasione del sessantesimo anniversario di Amnesty International, con i testi di approfondimento di Riccardo Noury.

### Il caso Patrick Zaki
Gianluca Costantini è stato l'autore dell'immagine iconica del caso Patrick Zaki, il disegno è stato pubblicato il 7 febbraio del 2020 il giorno dell'arresto. Per due anni il disegno è stato usato per la campagna di liberazione da Amnesty International e ha fatto parte di grandi installazioni nelle città italiane. Nel maggio del 2020 il sindaco Virginio Merola della città di Bologna ha fatto installare la riproduzione del disegno in Piazza Maggiore. Nel maggio del 2020 nella Biblioteca Archiginnasio una grande installazione è stata voluta dall'Università di Bologna. Nel 2022 Gianluca Costantini ha pubblicato la graphic novel scritta da Laura Cappon, Patrick Zaki, una storia egiziana pubblicata da Feltrinelli Editore.

### Alika Ogorchukwu
Il 30 luglio 2022, Gianluca Costantini ha fatto un disegno raffigurante Alika Ogorchukwu, l'ambulante nigeriano ucciso da Fabrizio Ferlazzo a Civitanova Marche, con un cuore che cola sangue. L'immagine è presto diventata virale sui social network, per il suo significato intriso di umanità e antirazzismo.

## L’accusa di terrorismo
Nel luglio del 2016 dopo il fallito Colpo di Stato in Turchia, Costantini viene inizialmente censurato nel web all'interno dei confini turchi dal Governo e successivamente il 28 luglio processato in contumacia al Criminal Offices of Judge of Peace of Golbasi (ANKARA) e accusato di terrorismo.

## Attività antisionistica
Nell'ottobre del 2018 il contratto che legava Costantini e la CNN venne interrotto da parte di quest'ultima per delle accuse di antisemitismo a seguito di una sua vignetta del 2015 che raffigurava un terrorista dell'Isis con un passamontagna nero togliersi una maschera da primo ministro israeliano Benjamin Netanyahu, sul braccio di quest'ultimo compariva la scritta "Jsil Israel" sotto una Stella di David.
Il fumettista si difese dichiarando che si trattava di un attacco strumentale da parte dell'estrema destra americana portando a supporto di questa tesi come tutto sia partito da alcuni tweet su Twitter da parte di Arthur Schwartz, collaboratore di Steve Bannon (giornalista molto vicino a Donald Trump, famoso per essere l'ideologo della nuova estrema destra identitaria nazionalista/populista) aggiungendo inoltre in un'intervista che "Era naturalmente un attacco alla politica israeliana e non al popolo israeliano." e che la CNN non si fosse preoccupata di verificare la veridicità delle accuse dal momento che tutto si consumò nel giro di poche ore.
Nonostante effettivamente la CNN si sia liberata di Costantini a seguito di questo evento in maniera arbitraria è anche vero che Costantini non è nuovo a questo tipo di provocazioni: nel maggio 2018, durante i disordini al confine con la Striscia di Gaza per la “Marcia del Ritorno”, egli pubblicò sulla sua pagina Facebook due vignette: in una si vede un bambino che urina sulla bandiera israeliana, mentre un’altra ritrae un bambino israeliano con la kippah e la scritta “futuro assassino”, secondo un articolo apparso sul sito dell'Osservatorio sull'antisemitismo (sezione facente parte della Fondazione centro di documentazione ebraica contemporanea) si tratta senz'altro di immagini alimentate dal pregiudizio, qualora non di origine antisemita comunque perlomeno antioccidentale  (odiare gli israeliani non in quanto ebrei ma in quanto occidentali che vivono in terra araba), e in quanto tale pregiudiziale ma non razzista in senso stretto.

## Opere a fumetti
Nel 1996 inaugura la collana Schizzo Presenta con l’albo “Animalingua: i ricordi di Varvara Vanderbilt” e nel 1997 pubblica per le edizioni Necron “Freethinker”, i due albi hanno uno stile molto decorativo e testi poetici.
- ARCan-Can-Can HITETTURA (Innovation Studio, 2001)
- Archeangiolie (su testi di Fabrizio Passarella, edizioni Sciacallo Elettronico, 2001)
- El indio, (Centro Fumetto Andrea Pazienza, 2004)
- Linea Gotica (edizioni Associazione Mirada, 2004)
- Vorrei incontrarti (Fernandel, 2006).[50]
- Ultimo. Storia di ordinaria guerra civile (Edizioni del Vento, 2007)[50]
- Diario di un qualunquista (Fernandel, 2007)[50]
- Officina del macello. 1917 la decimazione della Brigata Catanzaro (Edizioni del Vento, 2009 - Eris Edizioni, 2014)[50][51][52]
- Porto dei santi (Edizioni Purple Press, 2009)
- Julian Assange: dall'etica hacker a Wikileaks (Edizioni BeccoGiallo, 2011)[32][50][53]
- Cena con Gramsci (Edizioni BeccoGiallo, 2012)[32][50][54]
- L'ammaestratore di Istanbul (Comma22, 2008 - Giuda Edizioni, 2013)[32][50], E-book (VandA.ePublishing, 2013)[55][56]
- Cattive abitudini (Giuda Edizioni 2013)[32][50]
- Arrivederci Berlinguer (testi di Elettra Stamboulis, Edizioni BeccoGiallo, 2013)[32][50][57]
- Pertini fra le nuvole (Edizioni BeccoGiallo, 2014)[32][58]
- Comincia adesso. Fughe ed evasioni quotidiane (Eris Edizioni, 2016)[50][59]
- Diario segreto di Pasolini (testi di Elettra Stamboulis, Edizioni BeccoGiallo, 2015)[32][60][61]
- Le cicatrici tra i miei denti (NdA Press, 2016)[32][62][63][64]
- Fedele alla linea (Edizioni BeccoGiallo, 2018)[32][65][66][67][68]
- Libia (Mondadori, 2019)[69]
- Patrick Zaki, una storia egiziana (con Laura Cappon, Feltrinelli Editore, 2022)[70][71][72][73]
- San Michele Cemetery Island (Damocle Edizioni, 2022)[74]